# サフラジン
サフラジン（英：Safrazine、Safra）は、ヒドラジン系非選択的、非可逆的モノアミン酸化酵素阻害薬（MAOI）であり、1960年代に抗うつ薬として導入されたが、その後、RIMA（可逆性モノアミン酸化酵素A阻害薬）の開発とうつ病全般に対するより有効な治療法のために、いくつかの旧世代のMAOIとともに製造中止となっている。

## 関連記事
- en:Hydrazine (antidepressant)